# Ante Rukavina
Ante Rukavina, född 18 juni 1986 i Šibenik, SFR Jugoslavien, är en kroatisk före detta fotbollsspelare som spelar för NK Lokomotiva, utlånad från Dinamo Zagreb. Han har tidigare spelat för Šibenik, Hajduk Split och Panathinaikos.